# Juicy LOVE
juicy LOVE는 대한민국 가수 천상지희 더 그레이스의 네 번째 일본 싱글 앨범이다. 2006년에 발매되었다. 타이틀곡은 《juicy LOVE (feat.CORN HEAD)》이다.

## 수록곡
1. juicy LOVE (feat.CORN HEAD)
2. さよならの向こうに (feat.Dana)
3. juicy LOVE -instrumental-
4. さよならの向こうに -instrumental-

-DVD-
1. juicy LOVE video clip
2. Off Shot & Video Clip Making